# Улица Войкова (Петергоф)
У́лица Во́йкова — улица в городе Петергофе Петродворцового района Санкт-Петербурга. Проходит от Бобыльской дороги на запад.
Первоначальное название — Па́вловская улица. Оно возникло в начале XX века и происходит от фамилии владельца одного из участков.
В 1920-х годах Павловскую переименовали в улицу Войкова — в честь революционера и советского дипломата П. Л. Войкова.